# Egito nos Jogos Olímpicos de Verão de 1976
O Egito participou dos Jogos Olímpicos de Verão de 1976 na cidade de Montreal, no Canadá. Nesta edição o país não teve medalhistas O país decidiu se retirar do evento para apoiar o boicote de outros países africanos (além da Guiana e Iraque) aos jogos apenas depois de iniciada as competições.